# Clusia monantha
Clusia monantha är en tvåhjärtbladig växtart som beskrevs av José Cuatrecasas. Clusia monantha ingår i släktet Clusia och familjen Clusiaceae. Inga underarter finns listade i Catalogue of Life.